# Hamburg European Open
Hamburg European Open – męski turniej tenisowy rangi ATP Tour 500 zaliczany do cyklu ATP Tour i kobiecy turniej tenisowy kategorii WTA 125 wchodzący w skład rozgrywek cyklu WTA Tour. Rozgrywany jest od 1892 roku na kortach ziemnych w niemieckim Hamburgu.
W latach 1990–2008 zawody mężczyzn miały rangę ATP Masters Series (wcześniej znanego pod nazwą Mercedes Super 9).
Turniej nie odbył się w latach 1914–1919 i 1940–1947 z powodu wojen.

## Mecze finałowe

### Gra pojedyncza mężczyzn
| Rok        | Zwycięzca             | Finalista              | Wynik                         |
| 2024       | Arthur Fils           | Alexander Zverev       | 6:3, 3:6, 7:6(1)              |
| 2023       | Alexander Zverev      | Laslo Đere             | 7:5, 6:3                      |
| 2022       | Lorenzo Musetti       | Carlos Alcaraz         | 6:4, 6:7(6), 6:4              |
| 2021       | Pablo Carreño-Busta   | Filip Krajinović       | 6:2, 6:4                      |
| 2020       | Andriej Rublow        | Stefanos Tsitsipas     | 6:4, 3:6, 7:5                 |
| 2019       | Nikoloz Basilaszwili  | Andriej Rublow         | 7:5, 4:6, 6:3                 |
| 2018       | Nikoloz Basilaszwili  | Leonardo Mayer         | 6:4, 0:6, 7:5                 |
| 2017       | Leonardo Mayer        | Florian Mayer          | 6:4, 4:6, 6:3                 |
| 2016       | Martin Kližan         | Pablo Cuevas           | 6:1, 6:4                      |
| 2015       | Rafael Nadal          | Fabio Fognini          | 7:5, 7:5                      |
| 2014       | Leonardo Mayer        | David Ferrer           | 6:7(3), 6:1, 7:6(4)           |
| 2013       | Fabio Fognini         | Federico Delbonis      | 4:6, 7:6(8), 6:2              |
| 2012       | Juan Mónaco           | Tommy Haas             | 7:5, 6:4                      |
| 2011       | Gilles Simon          | Nicolás Almagro        | 6:4, 4:6, 6:4                 |
| 2010       | Andriej Gołubiew      | Jürgen Melzer          | 6:3, 7:5                      |
| 2009       | Nikołaj Dawydienko    | Paul-Henri Mathieu     | 6:4, 6:2                      |
| 2008       | Rafael Nadal          | Roger Federer          | 7:5, 6:7(3), 6:3              |
| 2007       | Roger Federer         | Rafael Nadal           | 2:6, 6:2, 6:0                 |
| 2006       | Tommy Robredo         | Radek Štěpánek         | 6:1, 6:3, 6:3                 |
| 2005       | Roger Federer         | Richard Gasquet        | 6:3, 7:5, 7:6(4)              |
| 2004       | Roger Federer         | Guillermo Coria        | 4:6, 6:4, 6:2, 6:3            |
| 2003       | Guillermo Coria       | Agustín Calleri        | 6:3, 6:4, 6:4                 |
| 2002       | Roger Federer         | Marat Safin            | 6:1, 6:3, 6:4                 |
| 2001       | Albert Portas         | Juan Carlos Ferrero    | 4:6, 6:2, 0:6, 7:6(5), 7:5    |
| 2000       | Gustavo Kuerten       | Marat Safin            | 6:4, 5:7, 6:4, 5:7, 7:6(3)    |
| 1999       | Marcelo Ríos          | Mariano Zabaleta       | 6:7(5), 7:5, 5:7, 7:6(5), 6:2 |
| 1998       | Albert Costa          | Àlex Corretja          | 6:2, 6:0, 1:0 krecz           |
| 1997       | Andrij Medwediew      | Félix Mantilla         | 6:0, 6:4, 6:2                 |
| 1996       | Roberto Carretero     | Àlex Corretja          | 2:6, 6:4, 6:4, 6:4            |
| 1995       | Andrij Medwediew      | Goran Ivanišević       | 6:3, 6:2, 6:1                 |
| 1994       | Andrij Medwediew      | Jewgienij Kafielnikow  | 6:4, 6:4, 3:6, 6:3            |
| 1993       | Michael Stich         | Andriej Czesnokow      | 6:3, 6:7(1), 7:6(7), 6:4      |
| 1992       | Stefan Edberg         | Michael Stich          | 5:7, 6:4, 6:1                 |
| 1991       | Karel Nováček         | Magnus Gustafsson      | 6:3, 6:3, 5:7, 0:6, 6:1       |
| 1990       | Juan Aguilera         | Boris Becker           | 6:1, 6:0, 7:6                 |
| 1989       | Ivan Lendl            | Horst Skoff            | 6:4, 6:1, 6:3                 |
| 1988       | Kent Carlsson         | Henri Leconte          | 6:2, 6:1, 6:4                 |
| 1987       | Ivan Lendl            | Miloslav Mečíř         | 6:1, 6:3, 6:3                 |
| 1986       | Henri Leconte         | Miloslav Mečíř         | 6:2, 5:7, 6:4, 6:2            |
| 1985       | Miloslav Mečíř        | Henrik Sundström       | 6:4, 6:1, 6:4                 |
| 1984       | Juan Aguilera         | Henrik Sundström       | 6:4, 2:6, 2:6, 6:4, 6:4       |
| 1983       | Yannick Noah          | José Higueras          | 3:6, 7:5, 6:2, 6:0            |
| 1982       | José Higueras         | Peter McNamara         | 4:6, 6:7, 7:6, 6:3, 7:6       |
| 1981       | Peter McNamara        | Jimmy Connors          | 7:6, 6:1, 4:6, 6:4            |
| 1980       | Harold Solomon        | Guillermo Vilas        | 6:7, 6:2, 6:4, 2:6, 6:3       |
| 1979       | José Higueras         | Harold Solomon         | 3:6, 6:1, 6:4, 6:1            |
| 1978       | Guillermo Vilas       | Wojciech Fibak         | 6:2, 6:4, 6:2                 |
| 1977       | Paolo Bertolucci      | Manuel Orantes         | 6:3, 4:6, 6:2, 6:3            |
| 1976       | Eddie Dibbs           | Manuel Orantes         | 6:4, 4:6, 6:1, 2:6, 6:1       |
| 1975       | Manuel Orantes        | Jan Kodeš              | 3:6, 6:2, 6:2, 4:6, 6:1       |
| 1974       | Eddie Dibbs           | Hans-Joachim Plötz     | 6:2, 6:2, 6:3                 |
| 1973       | Eddie Dibbs           | Karl Meiler            | 6:1, 3:6, 7:6, 6:3            |
| 1972       | Manuel Orantes        | Adriano Panatta        | 6:3, 9:8, 6:0                 |
| 1971       | Andrés Gimeno         | Péter Szőke            | 6:3, 6:2, 6:2                 |
| 1970       | Tom Okker             | Ilie Năstase           | 4:6, 6:3, 6:3, 6:4            |
| 1969       | Tony Roche            | Tom Okker              | 6:1, 5:7, 7:5, 8:6            |
| 1968       | John Newcombe         | Cliff Drysdale         | 6:3, 6:2, 6:4                 |
| 1967       | Roy Emerson           | Manuel Santana         | 6:3, 6:3, 6:1                 |
| 1966       | Fred Stolle           | István Gulyás          | 2:6, 7:5, 6:1, 6:2            |
| 1965       | Cliff Drysdale        | Boro Jovanović         | 6:2, 6:4, 3:6, 6:3            |
| 1964       | Wilhelm Bungert       | Christian Kuhnke       | 0:6, 6:4, 7:5, 6:2            |
| 1963       | Martin Mulligan       | Bob Hewitt             | 6:0, 0:6, 8:6, 6:2            |
| 1962       | Rod Laver             | Manuel Santana         | 8:6, 7:5, 6:4                 |
| 1961       | Rod Laver             | Luis Ayala             | 6:2, 6:8, 5:7, 6:1, 6:2       |
| 1960       | Nicola Pietrangeli    | Jan-Erik Lundqvist     | 6:3, 2:6, 6:4, 6:2            |
| 1959       | William Knight        | J.C. Vermaak           | 4:6, 6:4, 4:6, 6:3, 8:6       |
| 1958       | Sven Davidson         | Jacques Brichant       | 5:7, 6:4, 0:6, 9:7, 6:3       |
| 1957       | Mervyn Rose           | Pierre Darmon          | 6:3, 6:0, 6:1                 |
| 1956       | Lew Hoad              | Orlando Sirola         | 6:2, 5:7, 6:4, 8:6            |
| 1955       | Arthur Larsen         | Władysław Skonecki     | 3:6, 6:3, 7:5, 6:8, 6:3       |
| 1954       | Budge Patty           | Sven Davidson          | 6:1, 6:1, 7:5                 |
| 1953       | Budge Patty           | Fausto Gardini         | 6:3, 6:2, 6:3                 |
| 1952       | Eric Sturgess         | Jaroslav Drobný        | 6:3, 6:2, 6:3                 |
| 1951       | Lennart Bergelin      | Sven Davidson          | 4:6, 6:3, 4:6, 6:4, 7:5       |
| 1950       | Jaroslav Drobný       | Gottfried von Cramm    | 6:3, 6:4, 6:4                 |
| 1949       | Gottfried von Cramm   | Ernst Buchholz         | 7:5, 6:1, 6:0                 |
| 1948       | Gottfried von Cramm   | Helmut Gulcz           | 6:4, 6:1, 4:6, 6:3            |
| 1940– 1947 | Turniej nie odbył się | Turniej nie odbył się  | Turniej nie odbył się         |
| 1939       | Henner Henkel         | Roderich Menzel        | 4:6, 6:4, 6:0, 6:1            |
| 1938       | Ottó Szigeti          | Bernard Destremau      | 8:6, 6:8, 6:3, 6:3            |
| 1937       | Henner Henkel         | Vivian McGrath         | 1:6, 6:3, 8:6, 3:6, 6:1       |
| 1936       | Turniej nie odbył się | Turniej nie odbył się  | Turniej nie odbył się         |
| 1935       | Gottfried von Cramm   | Ottó Szigeti           | 6:3, 6:3, 6:3                 |
| 1934       | Gottfried von Cramm   | Clayton Lee Burwell    | 6:2, 6:1, 6:4                 |
| 1933       | Gottfried von Cramm   | Roderich Menzel        | 7:5, 2:6, 4:6, 6:3, 6:4       |
| 1932       | Gottfried von Cramm   | Roderich Menzel        | 3:6, 6:2, 6:2, 6:3            |
| 1931       | Roderich Menzel       | Gustav Jaenecke        | 6:2, 6:2, 6:1                 |
| 1930       | Christian Boussus     | Yoshiro Ohta           | 1:6, 8:6, 2:6, 6:4, 6:4       |
| 1929       | Christian Boussus     | Otto Froitzheim        | 6:1, 4:6, 6:1, 6:8, 6:1       |
| 1928       | Daniel Prenn          | Hans Moldenhauer       | 6:1, 6:4, 6:3                 |
| 1927       | Hans Moldenhauer      | W. Hannemann           | 6:2, 4:6, 6:4, 6:4            |
| 1926       | Hans Moldenhauer      | Walter Dessart         | 6:2, 6:2, 6:1                 |
| 1925       | Otto Froitzheim       | Béla von Kehrling      | 6:4, 6:1, 4:6, 6:1            |
| 1924       | Béla von Kehrling     | Luis Maria Heyden      | 8:6, 6:1, 9:7                 |
| 1923       | Heinz Landmann        | Luis Maria Heyden      | 6:2, 6:3, 7:5                 |
| 1922       | Otto Froitzheim       | Friedrich Wilhelm Rahe | 2:6, 6:0, 8:6, 6:1            |
| 1921       | Otto Froitzheim       | R. Kleinschroth        | 6:4, 8:6, krecz               |
| 1920       | Oscar Kreuzer         | I. M. Heyden           | 6:0, 6:0, 6:2                 |
| 1914– 1919 | Turniej nie odbył się | Turniej nie odbył się  | Turniej nie odbył się         |
| 1913       | Heinrich Schomburgk   | Otto von Müller        | 6:2, 6:4, 7:5                 |
| 1912       | Otto von Müller       | Heinrich Schomburgk    | 2:6, 6:1, 6:4, 6:2            |
| 1911       | Otto Froitzheim       | F. Pipes               | 6:3, 6:2, 6:1                 |
| 1910       | Otto Froitzheim       | C. Bergmann            |                               |
| 1909       | Otto Froitzheim       | Friedrich Wilhelm Rahe | 6:0, 6:2, 6:3                 |
| 1908       | Josiah Ritchie        | G.K. Logie             | 6:1, 6:1, 6:3                 |
| 1907       | Otto Froitzheim       | Josiah Ritchie         | 7:5, 6:3, 6:4                 |
| 1906       | Josiah Ritchie        | Friedrich Wilhelm Rahe | 6:2, 6:2, 6:0                 |
| 1905       | Josiah Ritchie        | Anthony Wilding        | 8:6, 7:5, 8:6                 |
| 1904       | Josiah Ritchie        | C. v. Wessely          | 6:4, 6:0, 10:8                |
| 1903       | Josiah Ritchie        | Max Décugis            |                               |
| 1902       | Max Décugis           | J. Flavelle            | 4:6, 2:6, 7:5, 7:5, 6:0       |
| 1901       | Max Décugis           | F.W. Payn              | 6:4, 6:4, 4:6, 6:2            |
| 1900       | George Hillyard       | Lawrence Doherty       |                               |
| 1899       | Clarence Hobart       | Harold Mahony          | 8:6, 8:10, 6:0, 6:8, 8:6      |
| 1898       | Harold Mahony         | Joshua Pim             | 6:4, 6:3, 6:4                 |
| 1897       | George Hillyard       | B. Green               | 6:1, 6:2, 6:3                 |
| 1896       | Graf Victor Voß       | G. Wantzelius          | 6:1, 6:0, 6:1                 |
| 1895       | Graf Victor Voß       | Christian Winzer       | 6:2, 6:1, 6:2                 |
| 1894       | Graf Victor Voß       | Christian Winzer       | 6:1, 6:4, 11:9                |
| 1893       | Christian Winzer      | Walter Bonne           | 6:4, 6:0, 3:6, 6:3            |
| 1892       | Walter Bonne          | R.A. Leers             | 7:5, 6:3                      |

### Gra pojedyncza kobiet
| Rok  | Zwyciężczyni        | Finalistka       | Wynik       |
| 2024 | Anna Bondár         | Arantxa Rus      | 6:4, 6:2    |
| 2023 | Arantxa Rus         | Noma Noha Akugue | 6:0, 7:6(3) |
| 2022 | Bernarda Pera       | Anett Kontaveit  | 6:2, 6:4    |
| 2021 | Elena-Gabriela Ruse | Andrea Petković  | 7:6(6), 6:4 |

### Gra podwójna mężczyzn
| Rok  | Zwycięzcy                             | Finaliści                                   | Wynik               |
| 2024 | Kevin Krawietz Tim Pütz               | Fabien Reboul Édouard Roger-Vasselin        | 7:6(8), 6:2         |
| 2023 | Kevin Krawietz Tim Pütz               | Sander Gillé Joran Vliegen                  | 7:6(4), 6:3         |
| 2022 | Lloyd Glasspool Harri Heliövaara      | Rohan Bopanna Matwé Middelkoop              | 6:2, 6:4            |
| 2021 | Tim Pütz Michael Venus                | Kevin Krawietz Horia Tecău                  | 6:3, 6:7(3), 10–8   |
| 2020 | John Peers Michael Venus              | Ivan Dodig Mate Pavić                       | 6:3, 6:4            |
| 2019 | Oliver Marach Jürgen Melzer           | Robin Haase Wesley Koolhof                  | 6:2, 7:6(3)         |
| 2018 | Julio Peralta Horacio Zeballos        | Oliver Marach Mate Pavić                    | 6:1, 4:6, 10–6      |
| 2017 | Ivan Dodig Mate Pavić                 | Pablo Cuevas Marc López                     | 6:3, 6:4            |
| 2016 | Henri Kontinen John Peers             | Daniel Nestor Aisam-ul-Haq Qureshi          | 7:5, 6:3            |
| 2015 | Jamie Murray John Peers               | Juan Sebastián Cabal Robert Farah           | 2:6, 6:3, 10–8      |
| 2014 | Marin Draganja Florin Mergea          | Alexander Peya Bruno Soares                 | 6:4, 7:5            |
| 2013 | Mariusz Fyrstenberg Marcin Matkowski  | Alexander Peya Bruno Soares                 | 3:6, 6:1, 10–8      |
| 2012 | David Marrero Fernando Verdasco       | Rogério Dutra Silva Daniel Muñoz de la Nava | 6:4, 6:3            |
| 2011 | Oliver Marach Alexander Peya          | František Čermák Filip Polášek              | 6:4, 6:1            |
| 2010 | Marc López David Marrero              | Jérémy Chardy Paul-Henri Mathieu            | 6:3, 2:6, 10–8      |
| 2009 | Simon Aspelin Paul Hanley             | Marcelo Melo Filip Polášek                  | 6:3, 6:3            |
| 2008 | Daniel Nestor Nenad Zimonjić          | Bob Bryan Mike Bryan                        | 6:4, 5:7, 10–8      |
| 2007 | Bob Bryan Mike Bryan                  | Paul Hanley Kevin Ullyett                   | 6:3, 6:4            |
| 2006 | Paul Hanley Kevin Ullyett             | Mark Knowles Daniel Nestor                  | 6:2, 7:6(8)         |
| 2005 | Jonas Björkman Maks Mirny             | Michaël Llodra Fabrice Santoro              | 4:6, 7:6(2), 7:6(3) |
| 2004 | Wayne Black Kevin Ullyett             | Bob Bryan Mike Bryan                        | 6:4, 6:2            |
| 2003 | Mark Knowles Daniel Nestor            | Mahesh Bhupathi Maks Mirny                  | 6:4, 7:6(10)        |
| 2002 | Mahesh Bhupathi Jan-Michael Gambill   | Jonas Björkman Todd Woodbridge              | 6:2, 6:4            |
| 2001 | Jonas Björkman Todd Woodbridge        | Daniel Nestor Sandon Stolle                 | 7:6(2), 3:6, 6:3    |
| 2000 | Todd Woodbridge Mark Woodforde        | Wayne Arthurs Sandon Stolle                 | 6:7(4), 6:4, 6:3    |
| 1999 | Wayne Arthurs Andrew Kratzmann        | Paul Haarhuis Jared Palmer                  | 2:6, 7:6(5), 6:2    |
| 1998 | Donald Johnson Francisco Montana      | David Adams Brett Steven                    | 6:2, 7:5            |
| 1997 | Luis Lobo Javier Sánchez              | Neil Broad Piet Norval                      | 6:3, 7:6            |
| 1996 | Mark Knowles Daniel Nestor            | Guy Forget Jakob Hlasek                     | 6:2, 6:4            |
| 1995 | Wayne Ferreira Jewgienij Kafielnikow  | Byron Black Andriej Olchowski               | 6:1, 7:6            |
| 1994 | Scott Melville Piet Norval            | Henrik Holm Anders Järryd                   | 6:3, 6:4            |
| 1993 | Paul Haarhuis Mark Koevermans         | Grant Connell Patrick Galbraith             | 7:6, 6:4            |
| 1992 | Sergio Casal Emilio Sánchez           | Carl-Uwe Steeb Michael Stich                | 5:7, 6:4, 6:3       |
| 1991 | Sergio Casal Emilio Sánchez           | Cássio Motta Danie Visser                   | 4:6, 6:3, 6:2       |
| 1990 | Sergi Bruguera Jim Courier            | Udo Riglewski Michael Stich                 | 7:6, 6:2            |
| 1989 | Emilio Sánchez Javier Sánchez         | Boris Becker Eric Jelen                     | 6:4, 6:7, 7:6       |
| 1988 | Darren Cahill Laurie Warder           | Rick Leach Jim Pugh                         | 6:0, 5:7, 6:4       |
| 1987 | Miloslav Mečíř Tomáš Šmíd             | Claudio Mezzadri Jim Pugh                   | 6:1, 6:2            |
| 1986 | Sergio Casal Emilio Sánchez           | Boris Becker Eric Jelen                     | 6:1, 7:5            |
| 1985 | Hans Gildemeister Andrés Gómez        | Heinz Günthardt Balázs Taróczy              | 6:4, 6:3            |
| 1984 | Stefan Edberg Anders Järryd           | Heinz Günthardt Balázs Taróczy              | 6:4, 6:3            |
| 1983 | Heinz Günthardt Balázs Taróczy        | Mark Edmondson Brian Gottfried              | 6:1, 6:0            |
| 1982 | Pavel Složil Tomáš Šmíd               | Anders Järryd Hans Simonsson                | 6:4, 6:3            |
| 1981 | Hans Gildemeister Andrés Gómez        | Peter McNamara Paul McNamee                 | 6:4, 3:6, 6:4       |
| 1980 | Hans Gildemeister Andrés Gómez        | Reinhart Probst Max Wunschig                | 6:3, 6:4            |
| 1979 | Jan Kodeš Tomáš Šmíd                  | Mark Edmondson John Marks                   | 6:3, 6:1, 7:6       |
| 1978 | Wojciech Fibak Tom Okker              | Antonio Muñoz Víctor Pecci                  | 6:2, 6:4            |
| 1977 | Bob Hewitt Karl Meiler                | Phil Dent Kim Warwick                       | 3:6, 6:3, 6:4, 6:4  |
| 1976 | Fred McNair Sherwood Stewart          | Dick Crealy Kim Warwick                     | 7:6, 7:6, 7:6       |
| 1975 | Juan Gisbert Manuel Orantes           | Wojciech Fibak Jan Kodeš                    | 6:3, 7:6            |
| 1974 | Jürgen Fassbender Hans-Jürgen Pohmann | Brian Gottfried Raúl Ramírez                | 6:3, 6:4, 6:4       |
| 1973 | Jürgen Fassbender Hans-Jürgen Pohmann | Manuel Orantes Ion Țiriac                   | 6:1, 6:3            |
| 1972 | Jan Kodeš Ilie Năstase                | Bob Hewitt Ion Țiriac                       | walkower            |
| 1971 | John Alexander Andrés Gimeno          | Dick Crealy Allan Stone                     | 6:4, 7:5, 7:9, 6:4  |
| 1970 | Bob Hewitt Frew McMillan              | Tom Okker Nikola Pilić                      | 6:3, 7:5, 6:2       |
| 1969 | Tom Okker Marty Riessen               | Jean-Claude Barclay Jürgen Fassbender       | 6:4, 7:5, 7:9, 6:4  |
| 1968 | Milan Holeček Jan Kodeš               | John Newcombe Tony Roche                    | 6:3, 7:5, 6:2       |

### Gra podwójna kobiet
| Rok  | Zwyciężczynie                    | Finalistki                         | Wynik          |
| 2024 | Anna Bondár Kimberley Zimmermann | Arantxa Rus Nina Stojanović        | 5:7, 6:3, 11–9 |
| 2023 | Anna Danilina Aleksandra Panowa  | Miriam Kolodziejová Angela Kulikov | 6:4, 6:2       |
| 2022 | Sophie Chang Angela Kulikov      | Miyu Katō Aldila Sutjiadi          | 6:3, 4:6, 10–6 |
| 2021 | Jasmine Paolini Jil Teichmann    | Astra Sharma Rosalie van der Hoek  | 6:0, 6:4       |